# 吉野川市役所

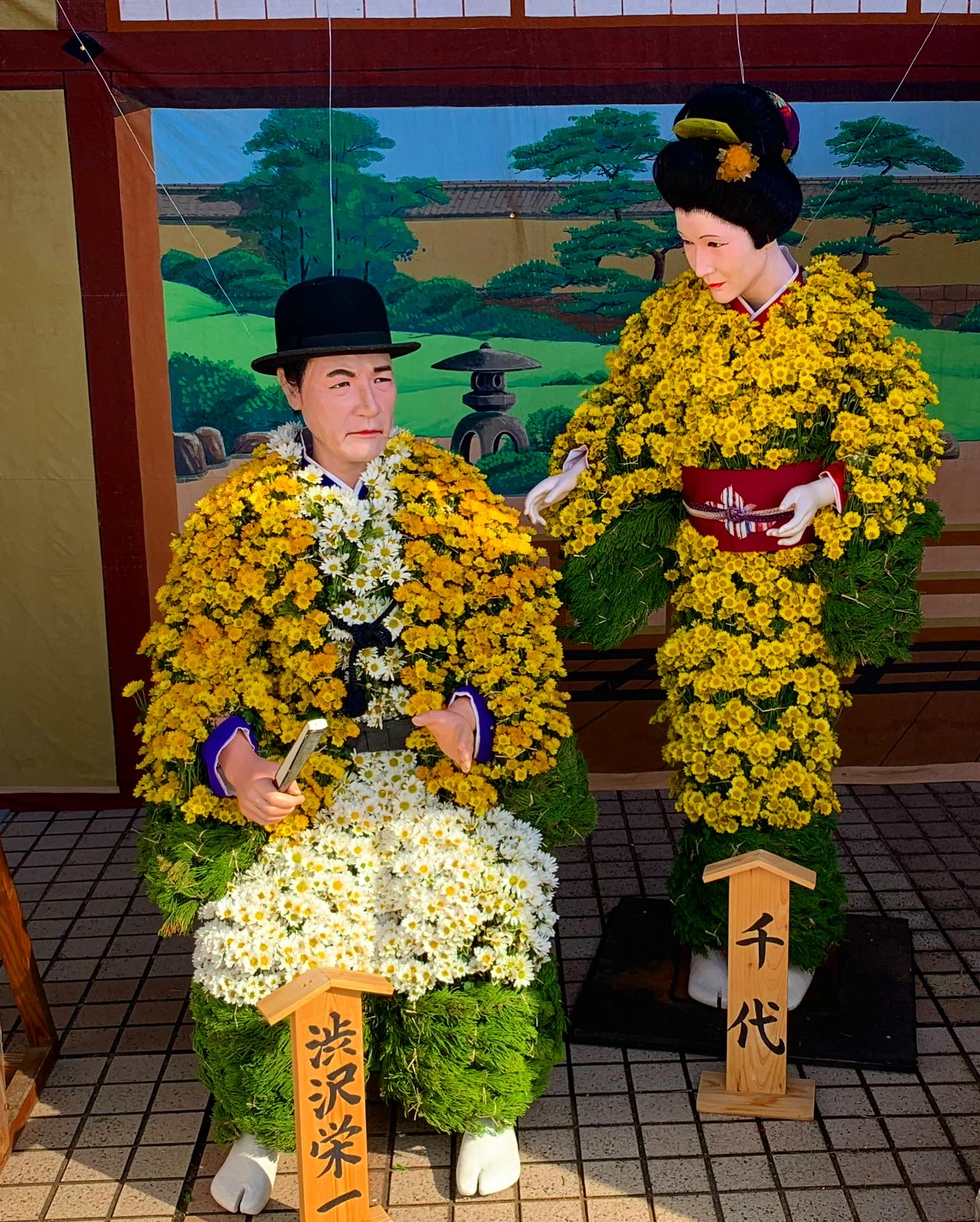
吉野川市役所前で毎年秋に開催される鴨島大菊人形の様子。

吉野川市役所（よしのがわしやくしょ）は、日本の地方公共団体である徳島県吉野川市の執行機関としての事務を行う施設（役所）である。

## 沿革
- 1994年（平成06年） - 旧鴨島町役場として庁舎が完成。
- 2004年（平成16年） - 鴨島町・川島町・山川町・美郷村が合併し吉野川市が誕生、旧鴨島町役場を新たに吉野川市役所として設置。

## 本庁舎
位置
- 〒776-8611 徳島県吉野川市鴨島町鴨島115番地1

建物
- 本館：地上4階建て。2階に東館との連絡通路がある。
- 東館：地上3階建て。

## 支所
| 支所     | 位置                     | 備考         |
| -------- | ------------------------ | ------------ |
| 川島支所 | 吉野川市川島町桑村2421-1 | 旧川島町役場 |
| 山川支所 | 吉野川市山川町翁喜台117  | 旧山川町役場 |
| 美郷支所 | 吉野川市美郷中筋194-1    | 旧美郷村役場 |